# Melcher Ekströmer (politiker)
Johan Melcher Ekströmer (i riksdagen kallad Ekströmer i Fågelfors), född 26 september 1835 i Stockholm, död 20 april 1923 på Fågelfors bruk, var en svensk ingenjör, järnvägsbyggare, brukspatron och riksdagsman. Han var son till Carl Johan Ekströmer.
Från 1876 var han ägare av Fågelfors bruk. Han var i riksdagen ledamot av andra kammaren 1891–1895 för Aspelands och Handbörds domsagas valkrets och tillhörde första kammaren 1895–1911 för Kalmar läns södra valkrets. I riksdagen skrev han sex egna motioner, varav två i rösträttsfrågan. Andra ämnen var jordbrukskreditens upphjälpande samt entreprenadsystemets tillämpning vid järnvägsbyggen.

## Utmärkelser
Ekströmer blev riddare av Vasaorden 1865, kommendör av andra klassen 1891, samt kommendör av  första klassen 1906. År 1874 blev han även riddare av Nordstjärneorden.